# Fort VII

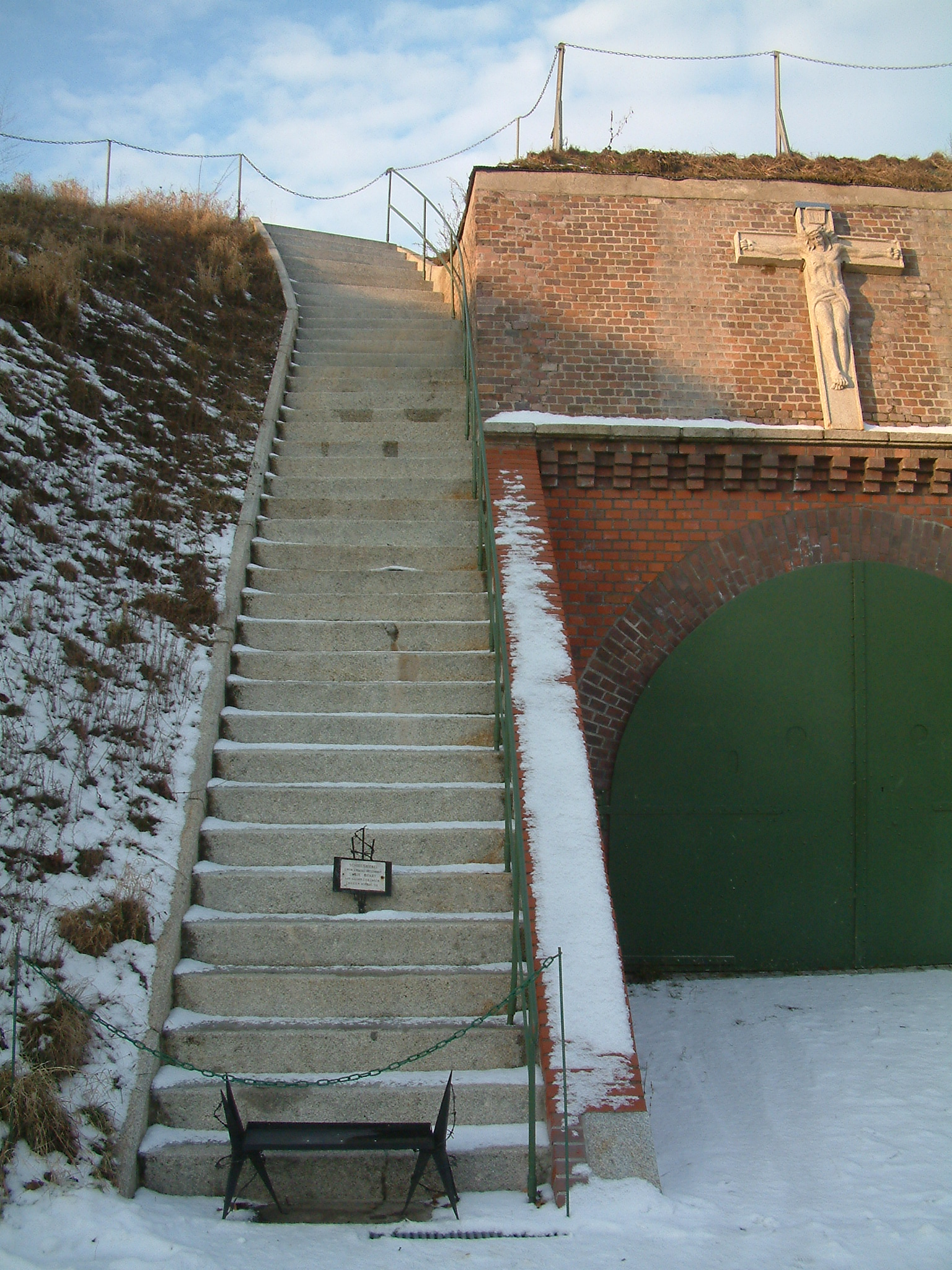
De "trap des doods"

Fort VII (van Duits "Das Fort VII in Posen Vernichtungslager); was een van oorsprong Pruisisch fort, een van de achttien van de vesting Poznań. Fort VII was tijdens Tweede Wereldoorlog een concentratiekamp, Gestapo-gevangenis en doorgangskamp. Tijdens de periode van het nationaalsocialisme werd het bestuurd door de veiligheidsdienst van de Reichsführer-SS en later door de Geheime Staatspolitie als een politie-gevangenis en een overgangskamp en werd het tijd De Concentratiekamp van Poznań genoemd. Alle Polen die dicht bij het fort woonden, moesten verhuizen. De staf woonde in het fort. In 1944 zaten er 750 gevangenen. Onder de gevangenen waren velen die geestesziek waren. 300 patiënten uit de kliniek voor geesteszieken uit Owinska zijn hier in een gaskamer vermoord. Er heerste een onmenselijk regime. Velen stierven er door de erbarmelijke omstandigheden. Op de zeer steile trap buiten zijn vele gevangenen gestorven, omdat zij naar beneden zijn gestort. De Duitsers zetten deze "trap des doods", 40 treden hoog, 's winters onder water zodat deze spekglad was. In Fort VII is nu het oorlogsmuseum Muzeum Martyrologii Wielkopolan Fort VII gevestigd.